# Charbeaux
Charbeaux est une localité de Puilly-et-Charbeaux et une ancienne commune française, située dans le département des Ardennes en région Grand Est.

## Toponymie
Charbeaux est d'origine celtique. La forme la plus ancienne connue est Carbool, dans un document de 862, qui confirme les biens de l'abbaye de Stavelot. Charbeaux est précisé « quod est in pago Waverense in comitatu Evodiense in locu qui vocatur Carboch ».

## Histoire
Elle fusionne avec la commune de Puilly, en 1828, pour former la commune de Puilly-et-Charbeaux.

## Administration
| Période                                  | Période | Identité | Étiquette | Qualité |
| ---------------------------------------- | ------- | -------- | --------- | ------- |
| Les données manquantes sont à compléter. |         |          |           |         |
|                                          |         |          |           |         |

## Démographie
| 1793 | 1800 | 1806 | 1821 |
| ---- | ---- | ---- | ---- |
| 116  | 107  | 129  | 136  |

Histogramme

(élaboration graphique par Wikipédia)